# Colonia Baranda
Colonia Baranda est une localité argentine située dans la province du Chaco et dans le département de San Fernando.

## Toponymie
Le nom vient de Demetrio Baranda, qui a acquis la fabrique de tanin située dans la localité en 1923. Jusqu'à ce moment-là, l'endroit était connu sous le nom de La Colonia.

## Démographie
Sa population était de 336 habitants (Indec, 2001), ce qui représente une baisse de 14 % par rapport au recensement précédent de 1991 qui comptait 391 habitants.

## Personnalités
- Luis Landriscina, humoriste
- Carlos José Pino, chanteur

## Galerie

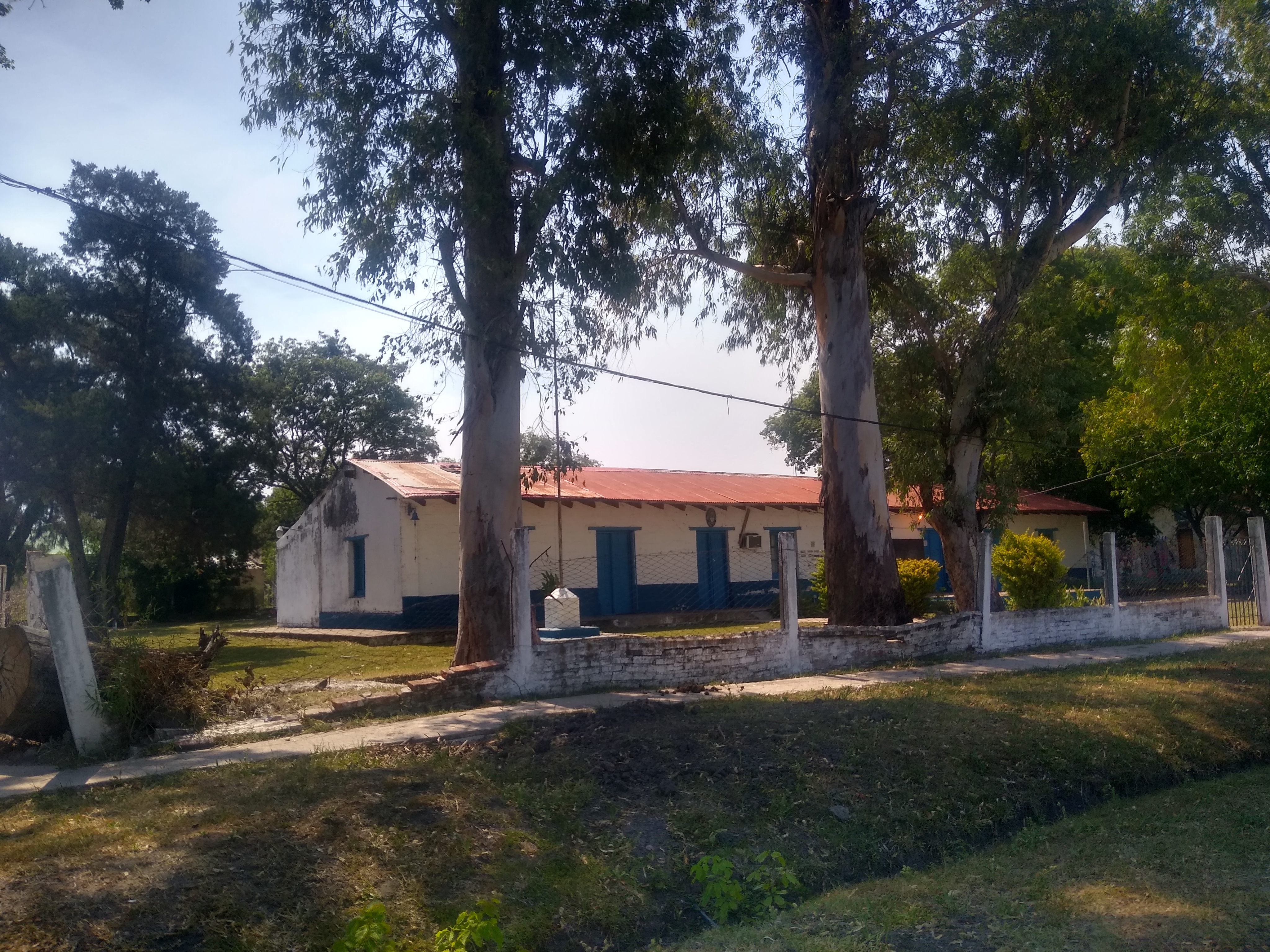
École secondaire.
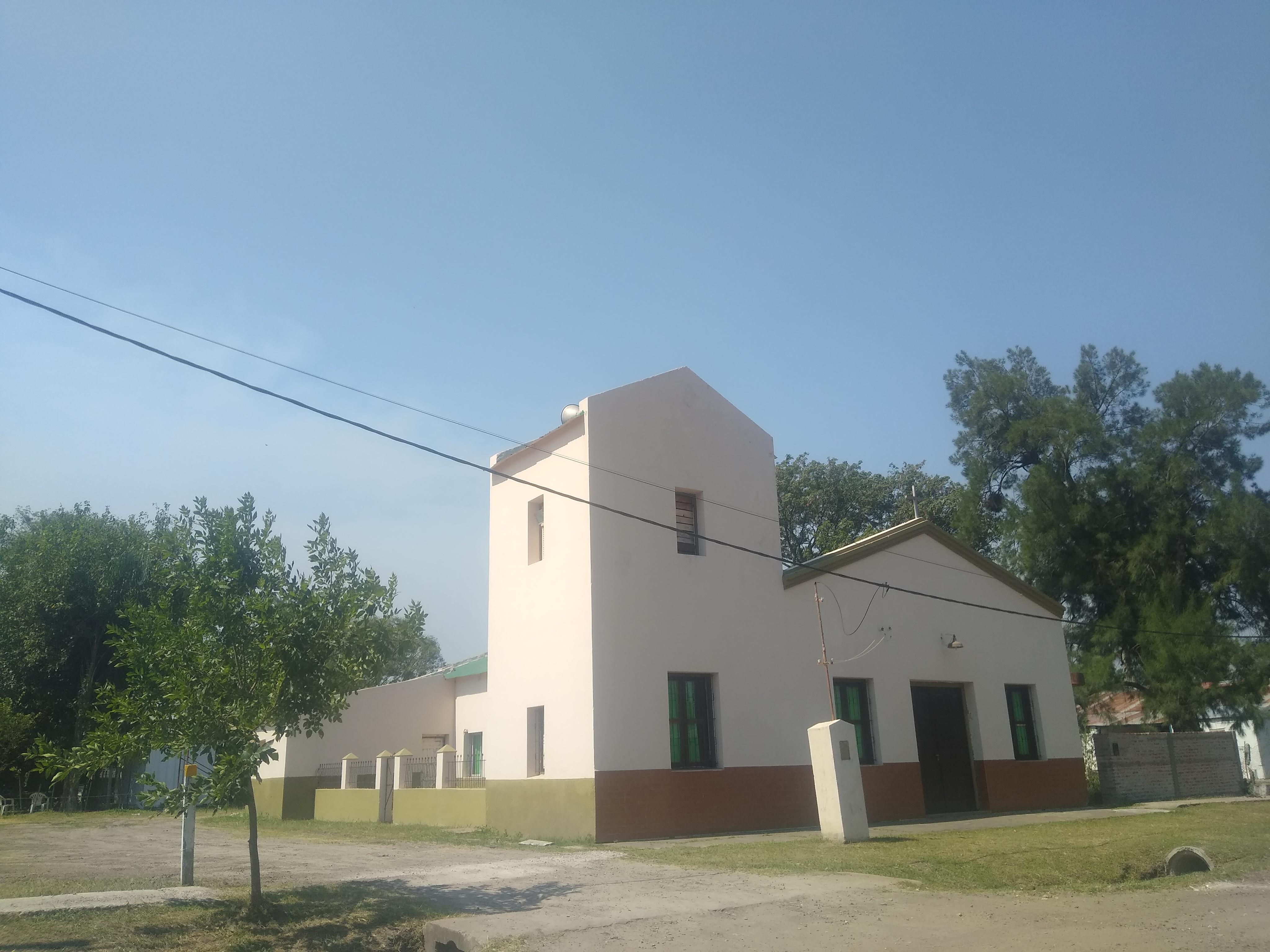
Temple catholique.
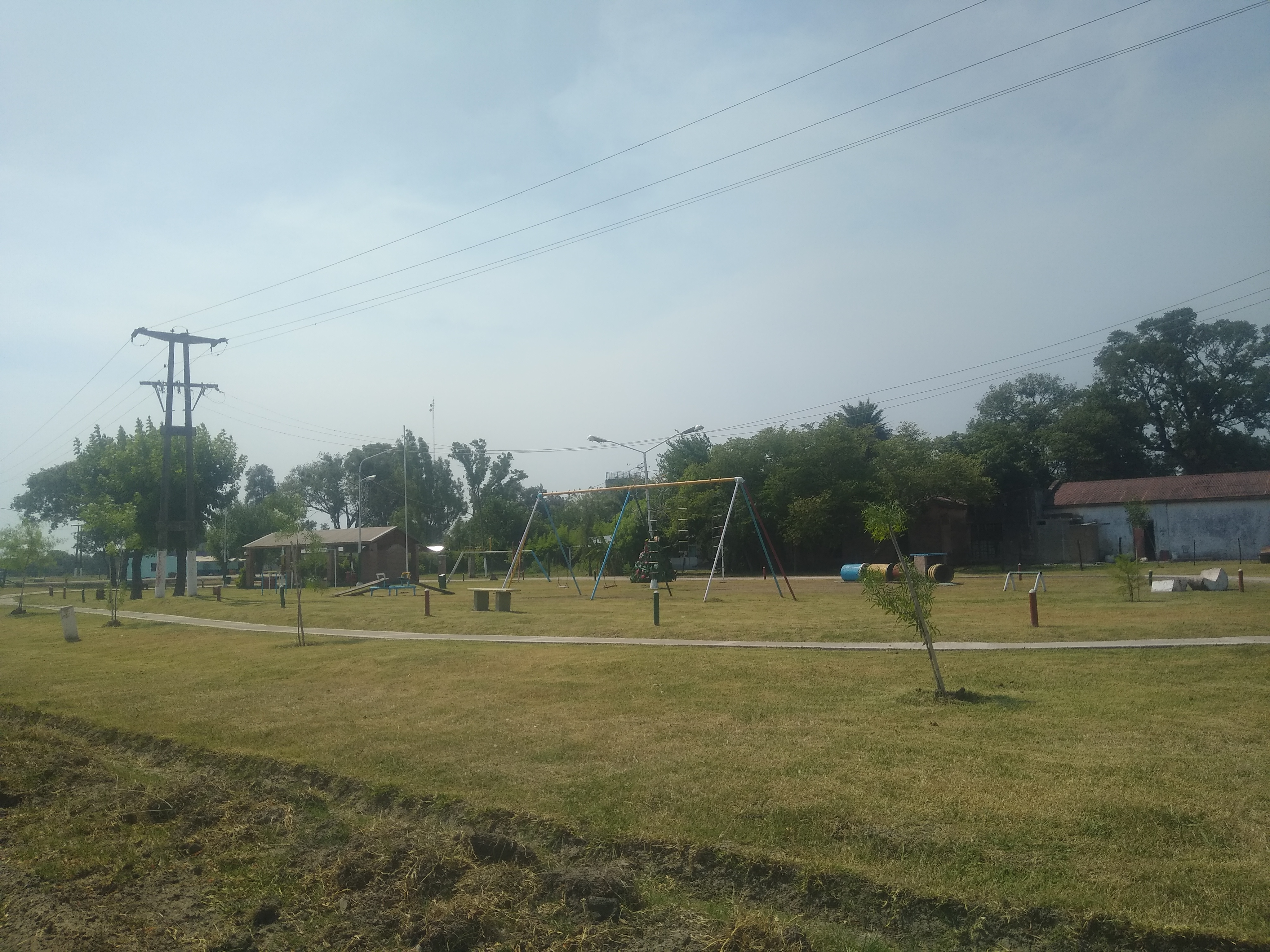
Place principale.